# Resolució 228 del Consell de Seguretat de les Nacions Unides
La Resolució 228 del Consell de Seguretat de les Nacions Unides, aprovada el 25 de novembre de 1966, després d'haver-se escoltat declaracions dels representants de Jordània i Israel, així com un informe del Secretari General de les Nacions Unides sobre l'acció militar, el Consell va observar que aquest incident va constituir una acció militar a gran escala i acuradament planificada contra el territori jordà per part de les forces armades d'Israel.
El Consell va lamentar la pèrdua de vides i propietats i va censurar Israel per aquesta violació de la Carta de les Nacions Unides i dels Acords d'Armistici de 1949. El Consell va subratllar a Israel que no es poden tolerar accions de represàlies militars i que si es repeteixen, el Consell hauria de considerar mesures addicionals i més efectives per garantir-les.
La resolució es va aprovar amb 14 vots contra cap, amb l'abstenció de Nova Zelanda.